# Terminator Renaissance (jeu vidéo)
Terminator Renaissance (Terminator Salvation) est un jeu vidéo de tir à la troisième personne sorti en 2009 sur PC, Xbox 360, PlayStation 3, développé par GRIN et édité par Equity Games. Il s'agit de l'adaptation du film Terminator Renaissance de McG.

## Trame
Il s'agit d'un prélude au film. John Connor âgé de 30 ans, n'est qu'un sergent de la résistance lors de cette époque. Le but du jeu est de secourir des soldats de la Résistance prisonniers dans un piège tendu par Skynet. Tout au long de la campagne, John Connor parcourt des dangers, affrontant des Terminators jusqu’à exploser des centres de fabrication des soldats de Skynet. Pendant sa quête, il gagnera la confiance et l'inspiration de ses coéquipiers, de ses amis et même des criminels qui s'opposent a la Résistance. John Connor deviendra de simple soldat au rang de chef d'un groupe de résistant tout au long du jeu.

## Personnages
Note : il n'existe pas de V.F pour ce jeu, uniquement une version anglais sous-titrée
- Gideon Emery : John Connor
- Common : Barnes
- Rose McGowan : Angie Salter
- Moon Bloodgood : Blair Williams
- Nolan North : Dobkin

## Jeu d'arcade
Un jeu d'arcade également adapté du film est sorti en 2010. Il s'agit d'un jeu de tir au pistolet optique.
Le joueur entre dans la peau de John Connor lors de la guerre qui oppose la résistance humaine aux machines de Skynet. Le jeu est constitué de deux missions sélectionnables: l'objectif de la première mission est de trouver et de détruire le laboratoire secret où Skynet mène ses expériences sur des humains. Le but de la seconde mission est d'escorter des réfugiés et de détruire Skynet. Le joueur doit faire face à des armées entières de T-600, de T7-T, d'Aerostats et autres Mototerminators. En chemin, il peut ramasser des grenades, shotguns et miniguns. Lors de certaines séquences, il est possible d'utiliser des mitrailleuses lourdes montées sur des véhicules (hélicoptère, pickup).
L'arme de base (une M4A1) dispose d'un chargeur de 60 balles. Pour recharger, le joueur doit appuyer sur le bas du chargeur (comme s'il en mettait en nouveau). Un bouton se trouvant sur le côté de l'arme sert à lancer des grenades si le joueur en possède.
Il existe trois déclinaisons de la borne d'arcade:
- Standard: écran LCD 32" et fusils fixés sur la borne (comme c'était le cas pour Terminator 2: Judgment Day).

- Deluxe: écran LCD 42".

- Super Deluxe: écran 100" munie d'un projecteur et d'enceintes externes.

## Jeu par navigateur
Le film a été également adapté sous la forme d'un jeu par navigateur.